# Гливенко Михайло Васильович
Михайло Васильович Гливе́нко (1888 — дата смерті невідома) — український радянський архівіст і педагог.

## Біографія
Народився у 1888 році в сім'ї службовців. Росіянин. Здобув середню освіту.
Архівною справою став займатися з жовтня 1921 року. Від серпня 1923 року по березень 1931 року обіймав посаду завідувача, а з 10 березня 1931 року — заступника завідувача Центрального архіву революції у Харкові. У грудні 1924 року взяв участь у Першій нараді архівних працівників України у Харкові. 17 грудня 1928 року там же брав участь у Всеукраїнській нараді завідувачів центральних та краєвих історичних архівів, де виголосив доповідь «Про внутрішнє устаткування архівосховищ». 26 травня 1930 року на бюро Археографічної комісії Центрального архівного управління Української СРР був затверджений редактором архівознавчого видання «Огляди найважливіших фондів України ХVІІ століття — 1917 рік.». У квітні 1932 року став учасником Всеукраїнського десятиденного семінару-зльоту архівних робітників, де прочитав лекцію «Виставки архівних матеріалів».
Дійсний член архівознавчої секції Археографічної комісії Центрального архівного управління Української РСР у Харкові, при якому у 1935 році керував аспірантурою, де читав лекції з методики і техніки архівної справи. Входив до складу Центральної експертної комісії з вилучення архівних документів в макулатуру. Виконав значну роботу з виявлення українських архівних фондів і переведення їх до Харкова та Києва. Піклувався про внутрішнє облаштування архівосховищ.

## Наукова діяльність
Надавав великого значення археографічній роботі. У 1931—1932 роках готував проспекти видань:
- «Огляд матеріалів з історії революції 1905 року.»;
- «Огляди архівних матеріалів дореволюційних установ по боротьбі з революцією».

Брав участь у написанні посібника «Підручник архівної справи» (розділ «Класифікація за походженням»), розрахованого на помічників вчених архівістів і архівістів архівних установ. Був членом редколегії часопису з теорії і практики архівного будівництва «Радянський архів», де опублікував низку статей з проблем використання архівних документів, зокрема:
- «Виставки архівних матеріалів» (1931, книга 3, С. 63–69);
- «Організація внутрішньої роботи в архіві на новому етапі архівного будівництва» (1931, книга 4/5; С. 15–19).